# Amy Van Dyken

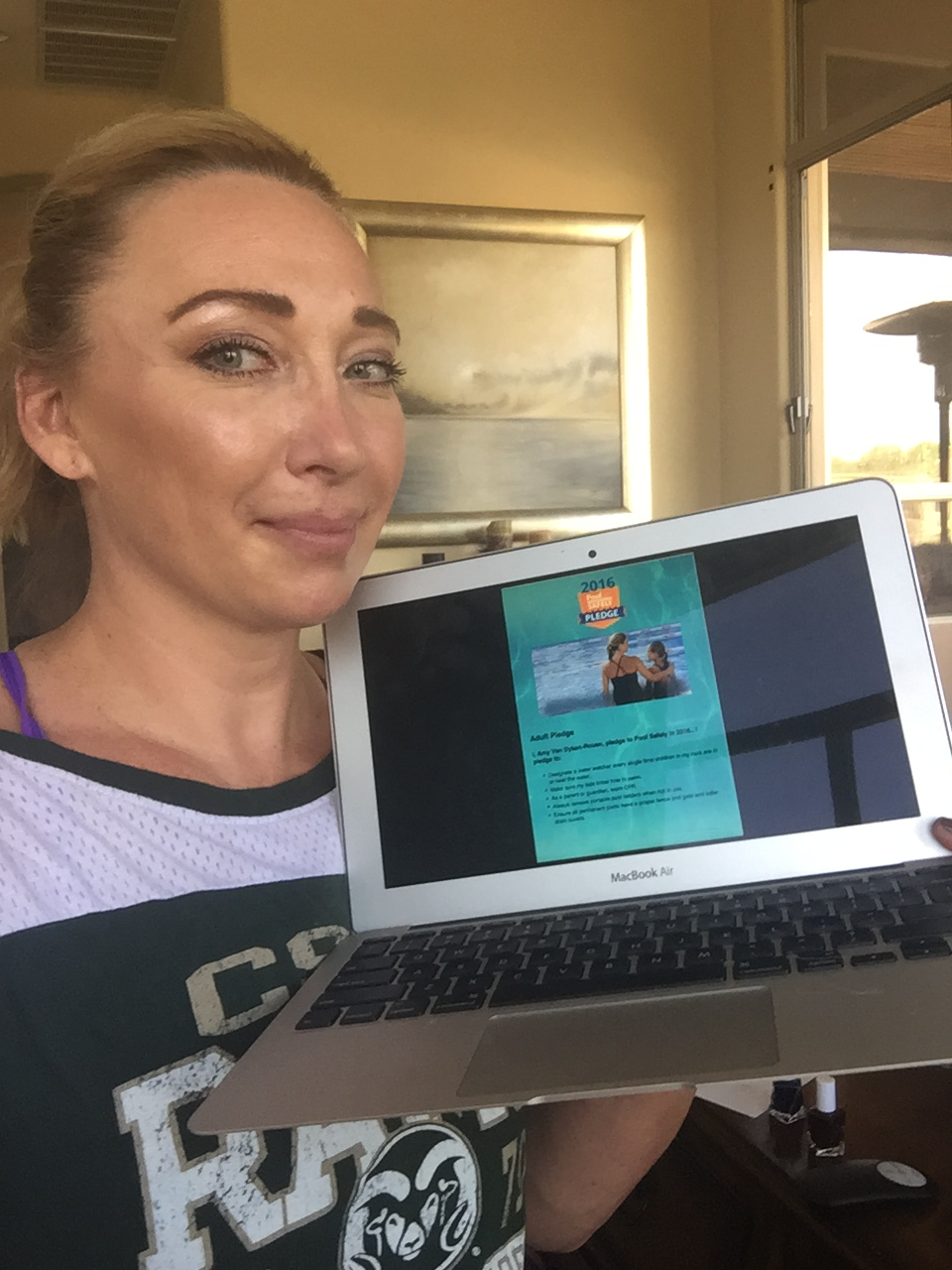
Amy Van Dyken (2016)

Amy Van Dyken-Rouen (* 15. Februar 1973 in Greenwood Village) ist eine ehemalige US-amerikanische Schwimmerin.
Mit ihren sechs Goldmedaillen gehört sie zu den erfolgreichsten Schwimmerinnen bei Olympischen Spielen. Bei den Olympischen Spielen 1996 in Atlanta wurde sie über 50 m Freistil und 100 m Schmetterling sowie mit der 4 × 100-m-Freistilstaffel und der 4 × 100-m-Lagenstaffel jeweils Olympiasiegerin. Im gleichen Jahr wurde sie mit der Sportler des Jahres-Auszeichnung von Associated Press geehrt.
Vier Jahre später bei den Olympischen Spielen 2000 in Sydney gelang ihr mit den Staffeln nochmals der Gewinn von zwei Goldmedaillen. Im Jahr 2007 wurde sie in die Ruhmeshalle des internationalen Schwimmsports aufgenommen. Van Dykens Name fand sich im Rahmen der BALCO-Affäre auf einer Liste mit Doping-Kunden.
Amy Van Dyken ist mit dem NFL-Footballspieler Tom Rouen verheiratet. Sie erlitt im Juni 2014 eine Verletzung des 11. Rückenwirbels, als sie mit einem Quad verunglückte, und ist seither auf den Rollstuhl angewiesen.